# アンドレ・ドゥヴァンベ
アンドレ・ドゥヴァンベ（André Devambez 1867年5月26日 - 1944年3月18日はフランスの画家、イラストレーターである。

## 略歴
パリで生まれた。父は版画家で、1873年から美術出版社「Maison Devambez」を経営するエドゥアール・ドゥヴァンベであった,。芸術に親しめる環境で育ち、早くから父親の仕事を手伝った。父親の会社は文房具のデザインやメニューの印刷や、美術版画や広告ポスターなどを印刷していた。
パリ国立高等美術学校に入学して、ジャン＝ジョセフ・バンジャマン＝コンスタンに学び、アカデミー・ジュリアンでガブリエル・ゲ(Gabriel Guay)やジュール・ジョゼフ・ルフェーブルからも指導を受けた。

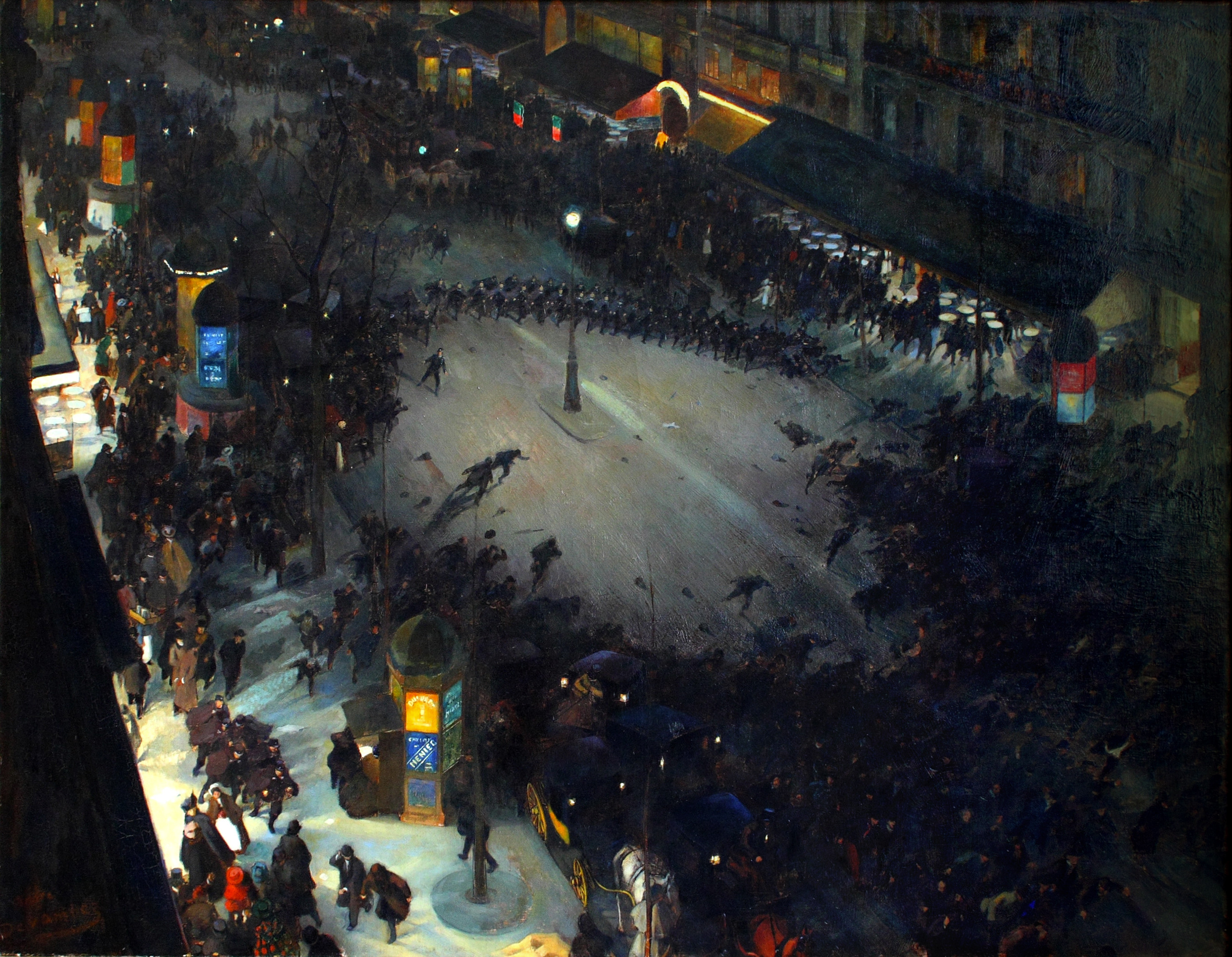
ドゥヴァンベ作『突撃』(1902)オルセー美術館蔵

1889年にサロン・ド・パリに出展し入賞し、1890年にローマ賞を受賞し、奨学金を得てローマに留学し、留学仲間の肖像画家、アドルフ・デシェノーと友人になった。
1929年から1937年の間、パリ国立高等美術学校の絵画の主任を務めた。ドゥヴァンベに学んだ学生には  François Baboulet、Maurice Buffet、Jean Even、René Marcel Gruslin、Jean-Denis Maillart、André Maire、Jean Rigaudらがいる。
1911年にレジオンドヌール勲章（シュヴァリエ）を受勲した。1929年にアンリ・ジェルベクスの後任として芸術アカデミーの会員に選ばれた.。パリで没した。
代表作の『突撃』はパリのモンマルトル大通りでの警察とデモ隊の対立を見下ろした視点で描いたもので、オルセー美術館に収蔵されている。
イラストレーターとして子供向け書籍の挿絵や雑誌のイラストも描いた。

## 作品

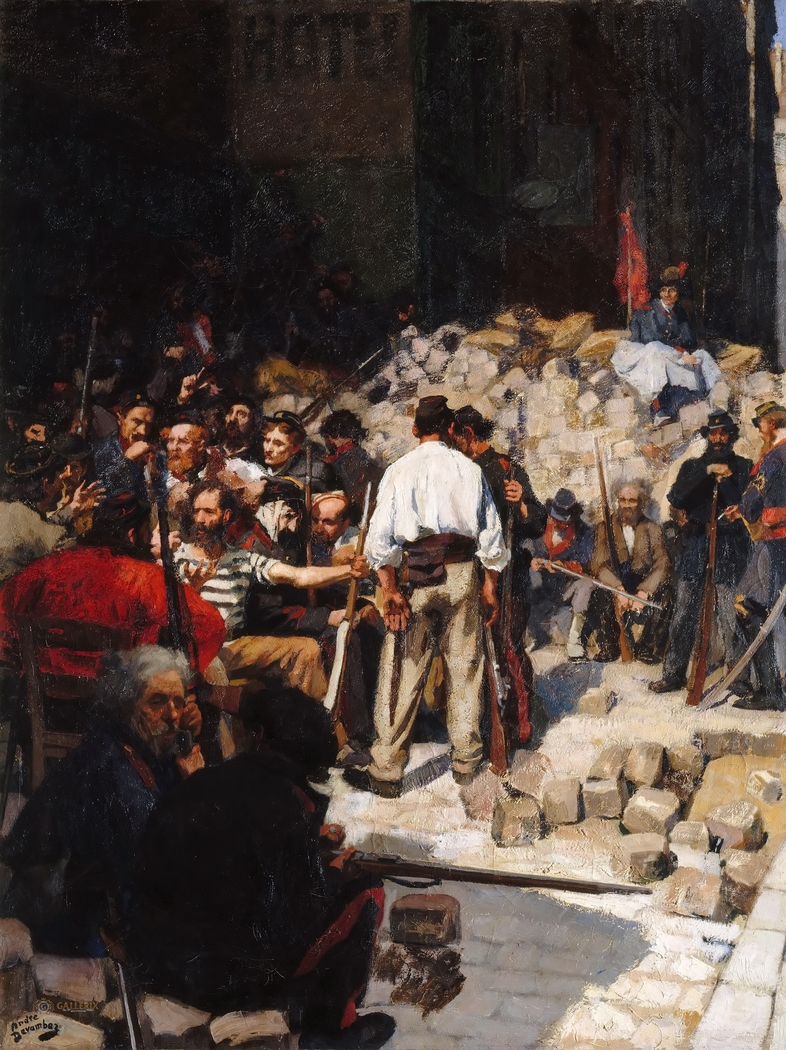
「1871年のパリコンミューンのバリケード」(1911)
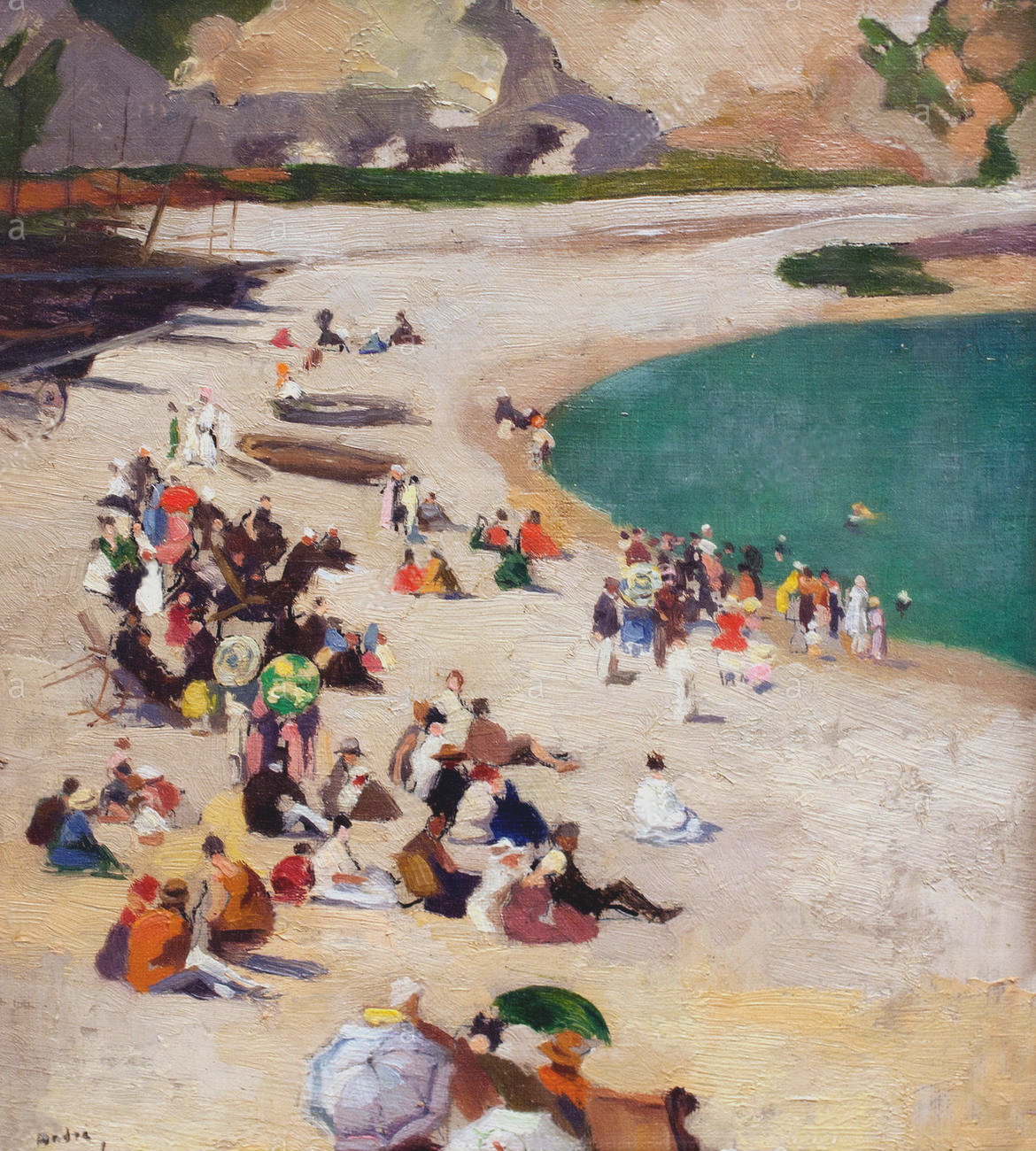
イポールの浜辺(c.1920)
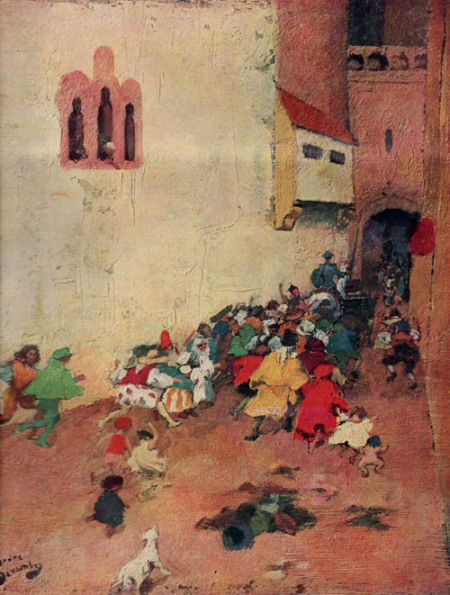
町に入るドン・キホーテとサンチョ・パンサ
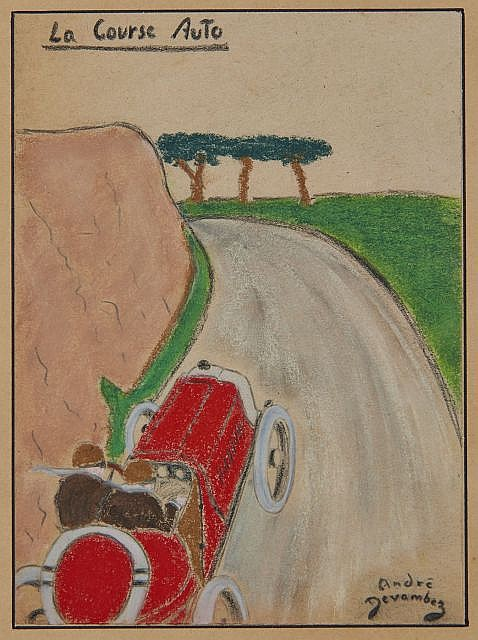